# Etron Fou Leloublan
Gli Etron Fou Leloublan sono stati una avant-progressive rock band francese, attiva dal 1973. La band fu una dei cinque gruppi che presero parte al Rock in Opposition (RIO), nel 1978.

## Formazione
- Ferdinand Richard – basso elettrico, voce
- Guigou Chenevier – batteria
- Chris Chanet (Eulalie Ruynat) (1973-1976) – sax
- Francis Grand (1976) – sax
- Bernard Mathieu (1979-1982) – sax
- Jo Thirion (1980-1985) – organo, pianoforte, tromba
- Bruno Meillier (1982) – sax

## Discografia

### Album studio
- 1977 Batelages (LP, Gratte-Ciel)
- 1978 Les Trois Fous Perdégagnent (Au Pays Des...) (LP, Tapioca)
- 1979 En Public aux Etats-Unis d'Amérique (LP, Celluloid Records)
- 1982 Les Poumons Gonflés (LP, Turbo)
- 1984 Les Sillons de la Terre (LP, Le Chant du Monde)
- 1985 Face Aux Éléments Déchaînés (LP, RecRec Music)

### Compilation
- 1991 43 Songs (3xCD box set, Baillemont) – comprises all the above albums, except the live album, En Public Aux Etats-Unis d'Amérique

### Apparizioni
- 1981 Speechless di Fred Frith (LP, Ralph Records)